# Puppet Master vs. Demonic Toys
Puppet Master vs. Demonic Toys è un film horror televisivo della SYFY del 2004 diretto da Ted Nicolaou. Si tratta di un crossover tra le serie Puppet Master e Giocattoli infernali.

## Trama
I pupazzi e la formula sono ora di proprietà di Robert Toulon (pronipote di Andre Toulon). Robert (Corey Feldman) e sua figlia Alexandra (Danielle Keaton) hanno il progetto di riparare le marionette ed i pupazzi per dargli vita. Intanto, una spietata imprenditrice fa un'alleanza con quattro giocattoli che sono posseduti da un demone sanguinario e crudele...